# Sophia av Sachsen-Weissenfels

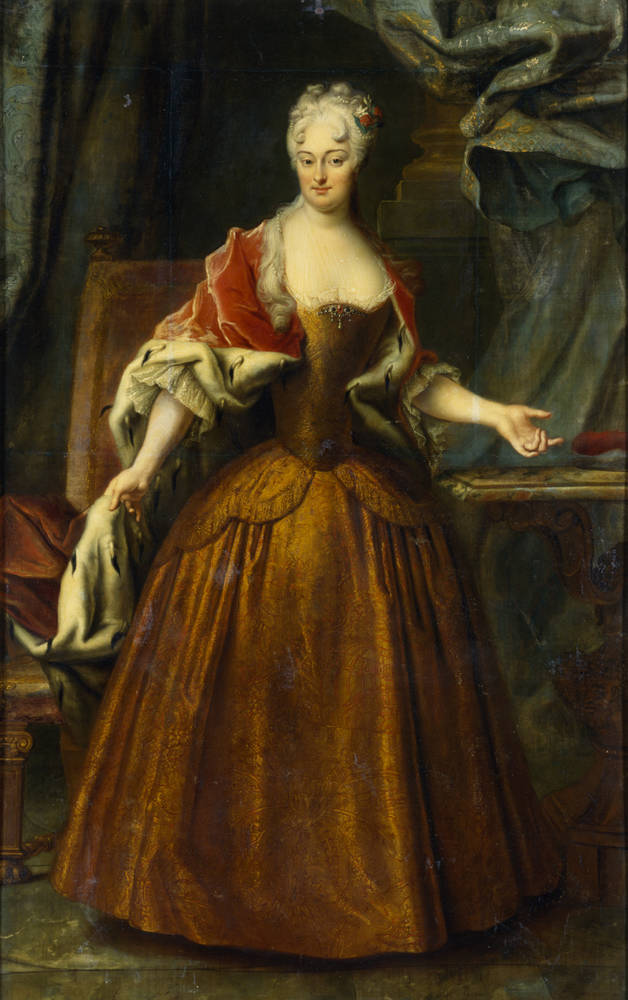
Sophia av Sachsen-Weissenfels av Andreas Möller, 1720.

Sophia av Sachsen-Weissenfels, född augusti 1684, död maj 1752, var markgrevinna av Brandenburg-Bayreuth genom sitt äktenskap med markgreve Georg Vilhelm av Brandenburg-Bayreuth. Hon spelade en betydande roll i utvecklingen av det senare berömda kulturlivet i Bayreuth. 
Hon var dotter till hertig Johan Adolf I av Sachsen-Weissenfels (1649–1697) och Johanna Magdalena av Sachsen-Altenburg (1656–1686). Hon gifte sig med markgreve Georg Vilhelm av Brandenburg-Bayreuth 16 oktober 1699: år 1712 besteg maken tronen i Brandenburg-Bayreuth. Sophia utvecklade kulturlivet i Bayreuth betydligt genom sitt intresse för tysk opera och sångspel. Hon stod värd för ett påkostat hovliv som ökade furstendömets skuldbörda. Relationen till den allvarligt lagde och svartsjuke Georg Vilhelm var dålig och hans svartsjuka ledde till en skandalös incident då hon vid ett tillfälle flirtade med en svensk friherre. Efter makens död 1726 levde hon på sitt änkesäte Erlangen fram till år 1734, då hon konverterade till katolicismen och vid 50 års ålder gifte sig med den 28 år gamla katolske riksgreven Albert Joseph von Hoditz und Wolframitz (1706–1778).